# Дубовое (Луганская область)
Дубовое (укр. Дубове) — село, относится к Новоайдарскому району Луганской области Украины.
Население по переписи 2001 года составляло 68 человек. Почтовый индекс — 93541. Телефонный код — 6445. Занимает площадь 0,71 км². Код КОАТУУ — 4423180702.

## Фото

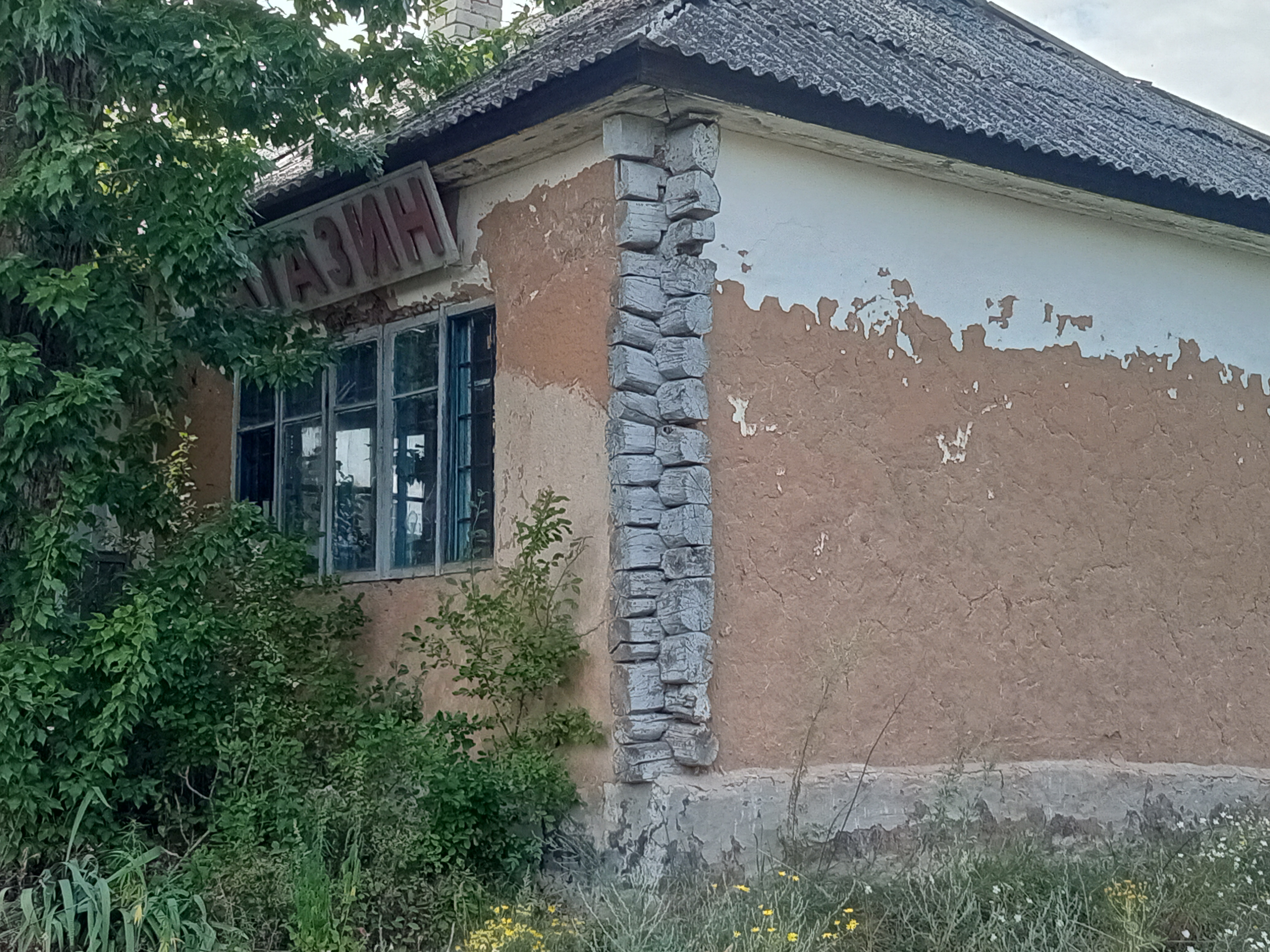
Магазин в селе
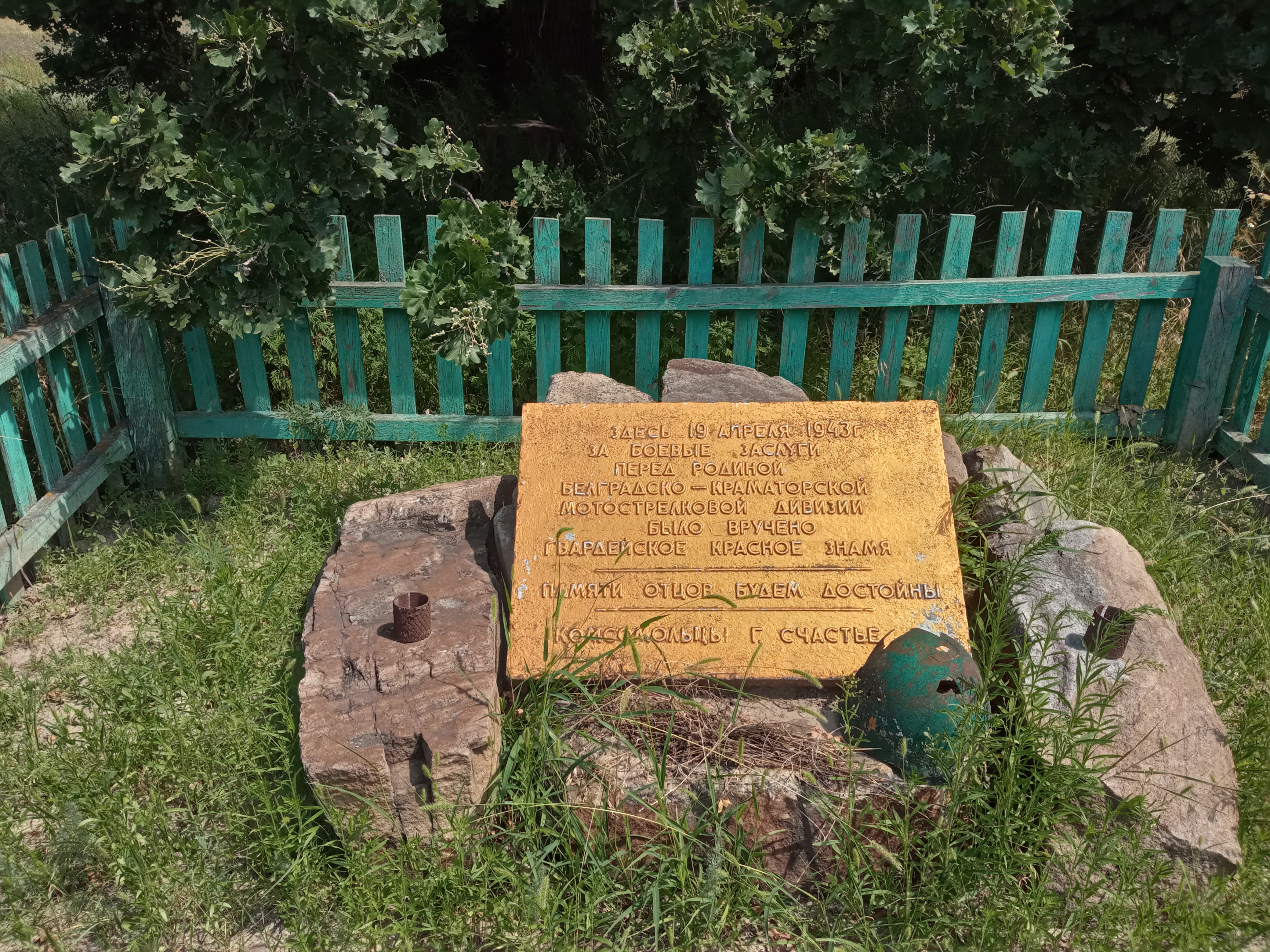
Памятный знак близ села

## Местный совет
93541, Луганська обл., Новоайдарський р-н, с. Бахмутівка, вул. Центральна, 1  (укр.)